# Casbia synempora
Casbia synempora är en fjärilsart som beskrevs av Turner 1919. Casbia synempora ingår i släktet Casbia och familjen mätare. Inga underarter finns listade i Catalogue of Life.